# Siang-tchan
Siang-tchan (čínsky pchin-jinem Xiāngtán, znaky 湘潭) je městská prefektura v Čínské lidové republice, kde patří do provincie Chu-nan.

## Poloha
Siang-tchan leží ve středu provincie Chu-nan na řece Siang-ťiang. Hraničí na severu s Čchang-ša, na východě s Ču-čou, na jihu s Cheng-jangem a na západě s Lou-ti.

## Správní členění
Městská prefektura Siang-tchan se člení na pět celků okresní úrovně, a sice dva městské obvody, dva městské okresy a jeden okres.
| Jü-chu Jüe-tchang městský okres · Siang-siang městský okres · Šao-šan okres · Siang-tchan |        |                       |             |                                         |
| Název                                                                                     | Název  | Počet obyvatel (2020) | Rozloha km² | Hustota zalidnění (obyv. na km²) (2020) |
| český přepis                                                                              | znaky  | Počet obyvatel (2020) | Rozloha km² | Hustota zalidnění (obyv. na km²) (2020) |
| Městské obvody                                                                            |        |                       |             |                                         |
| Jü-chu                                                                                    | 雨湖区 | 616 130               | 303         | 2 031                                   |
| Jüe-tchang                                                                                | 岳塘区 | 483 762               | 207         | 2 335                                   |
| Městské okresy                                                                            |        |                       |             |                                         |
| Siang-siang                                                                               | 湘乡市 | 730 103               | 1 963       | 372                                     |
| Šao-šan                                                                                   | 韶山市 | 103 357               | 249         | 415                                     |
| Okres                                                                                     |        |                       |             |                                         |
| Siang-tchan                                                                               | 湘潭县 | 792 829               | 2 291       | 346                                     |
|                                                                                           |        |                       |             |                                         |
| Celkem                                                                                    | Celkem | 2 726 181             | 5 014       | 544                                     |

## Rodáci
- Ceng Kuo-fan (1811–1872), učenec
- Čchi Paj-š’ (1864–1957), malíř
- Mao Ce-tung (1893–1976), politik
- Pcheng Te-chuaj (1898–1974), politik, maršál
- James Sung Čchu-jü (* 1943), politik Čínské republiky
- Pcheng Šuaj (* 1986), tenistka, světová jednička ve čtyřhře